# Бин-Гашир
Бин-Гашир (араб. بن غشير‎; итал. Castel Benito) — город в Ливии, расположенный в 34 км к югу от Триполи.
В его окрестностях расположен главный аэропорт Ливии Международный аэропорт Триполи, созданный на базе аэропорта Кастель Бенито. Во время второй мировой войны аэропорт сильно пострадал от бомбардировок союзников. После войны аэропорт стал базой королевских ВВС «RAF Castel Benito», переименованной в 1952 году в «RAF Idris». Гражданским аэропорт стал в 1978 году, международный терминал спроектировал шотландец Александр Гибб.
Город также является базой ливийского футбольного клуба Аль-Иттихад.

## Галерея

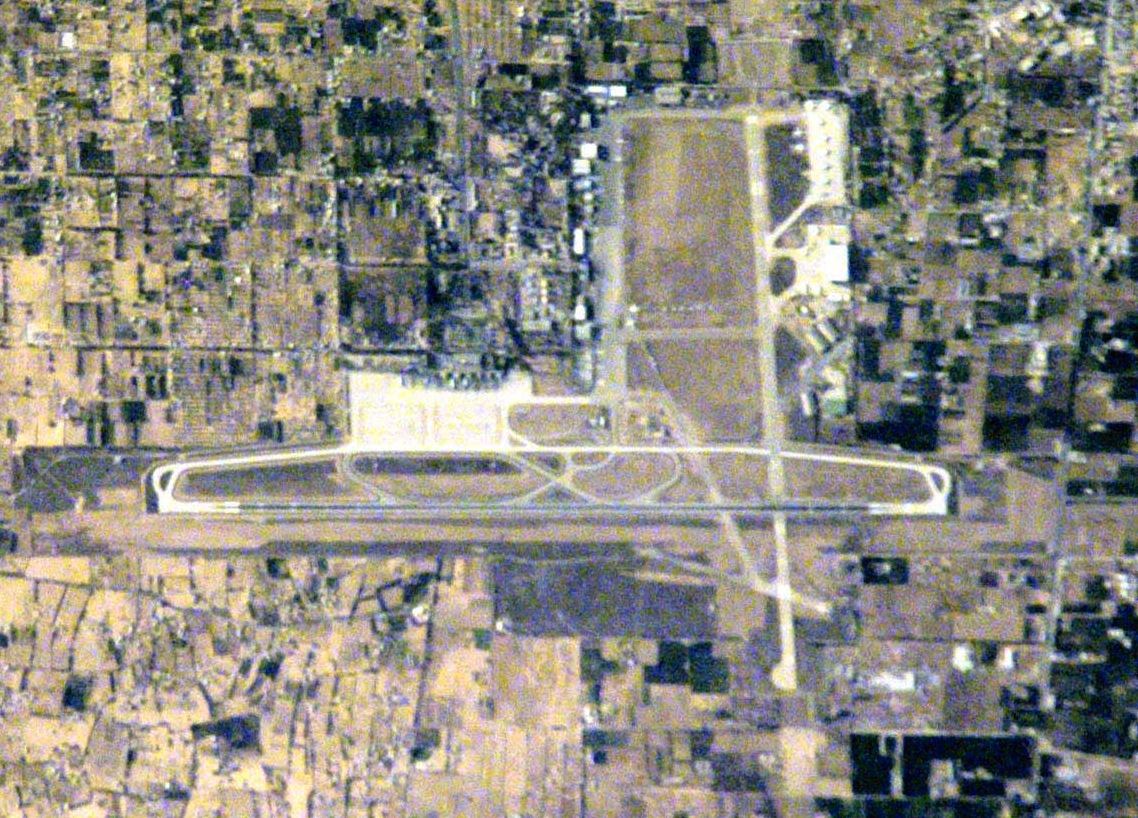
Вид на международный аэропорт Триполи со спутника
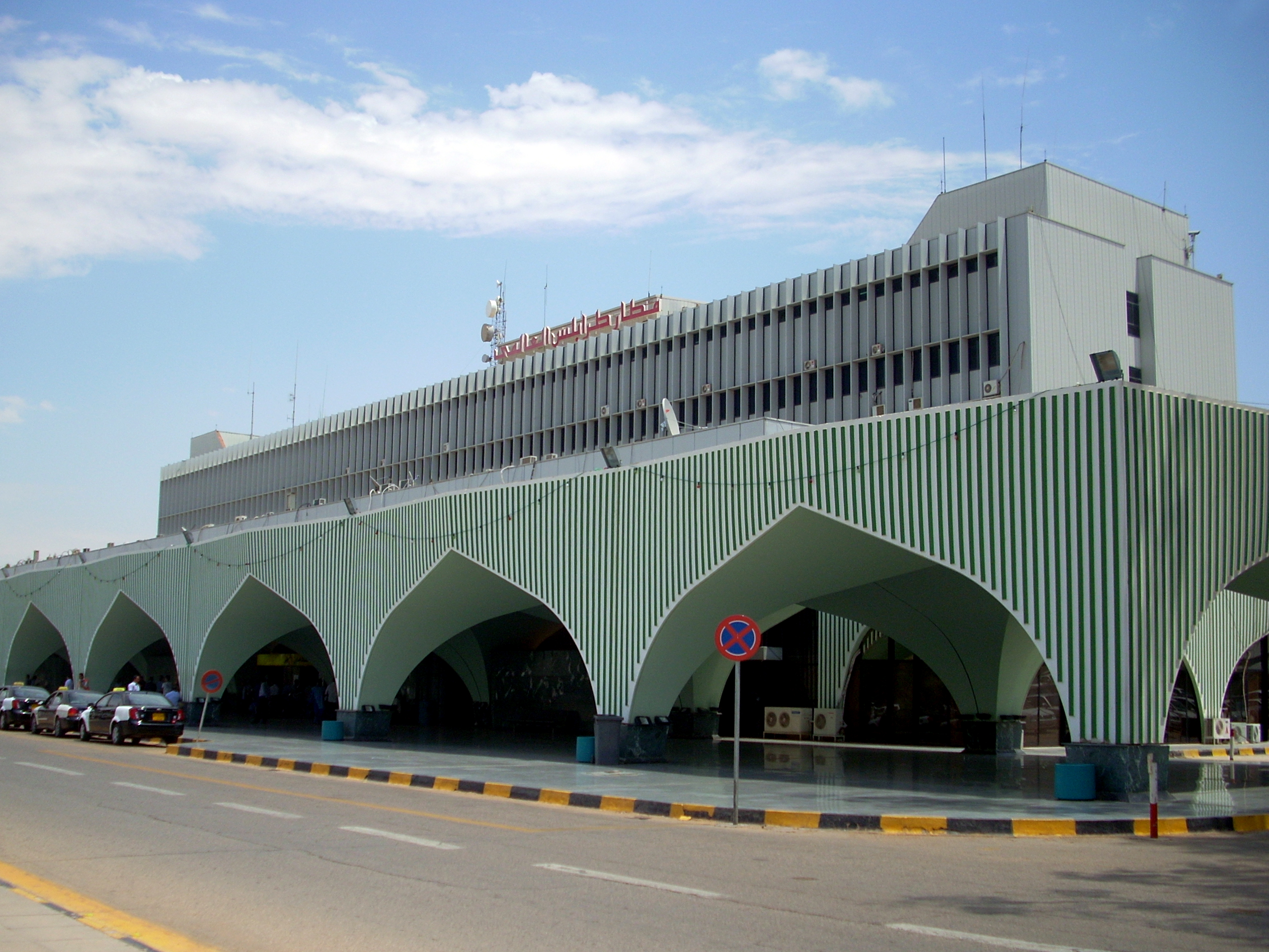
Международный аэропорт Триполи
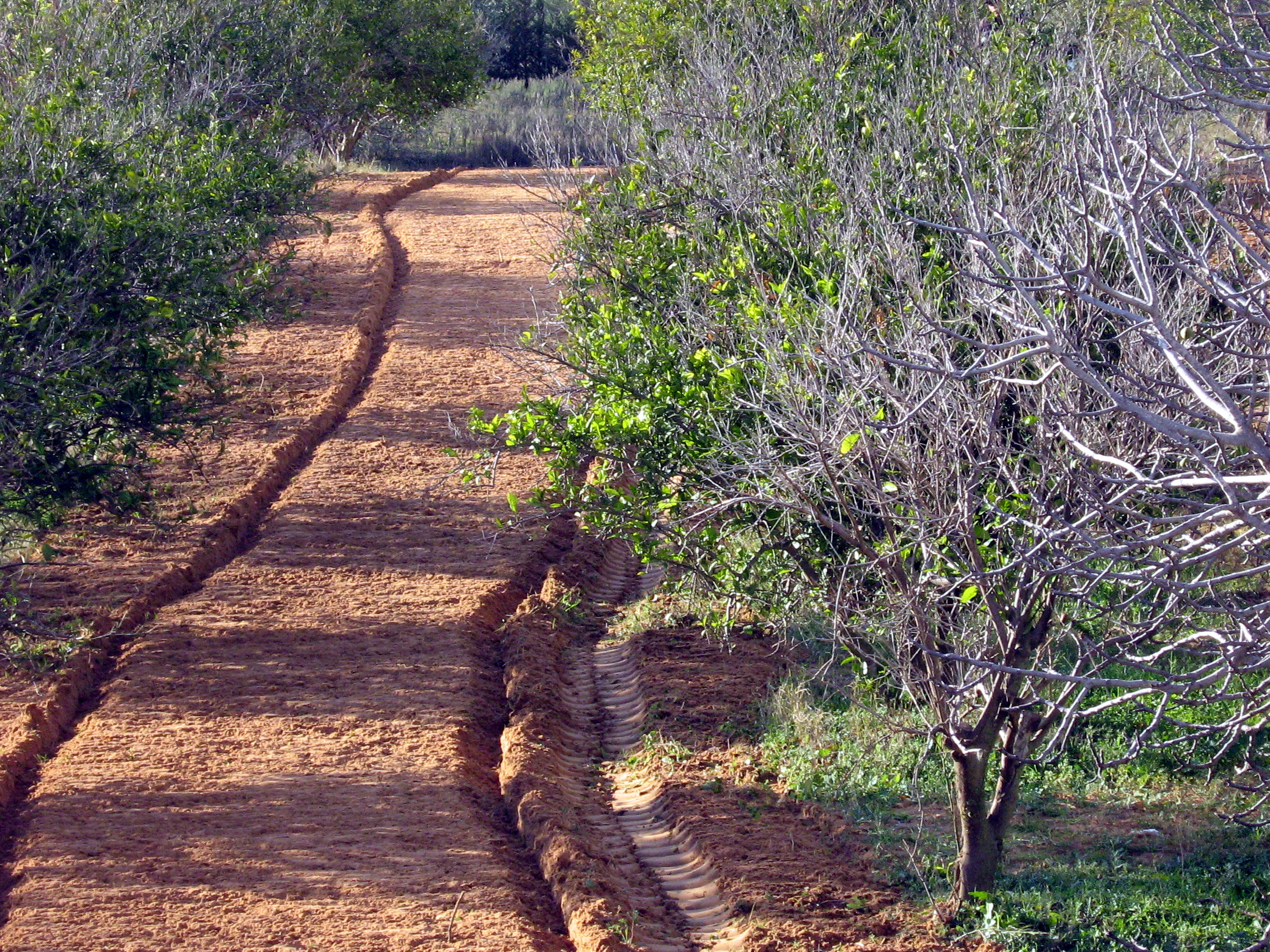
Апельсиновый сад зимой
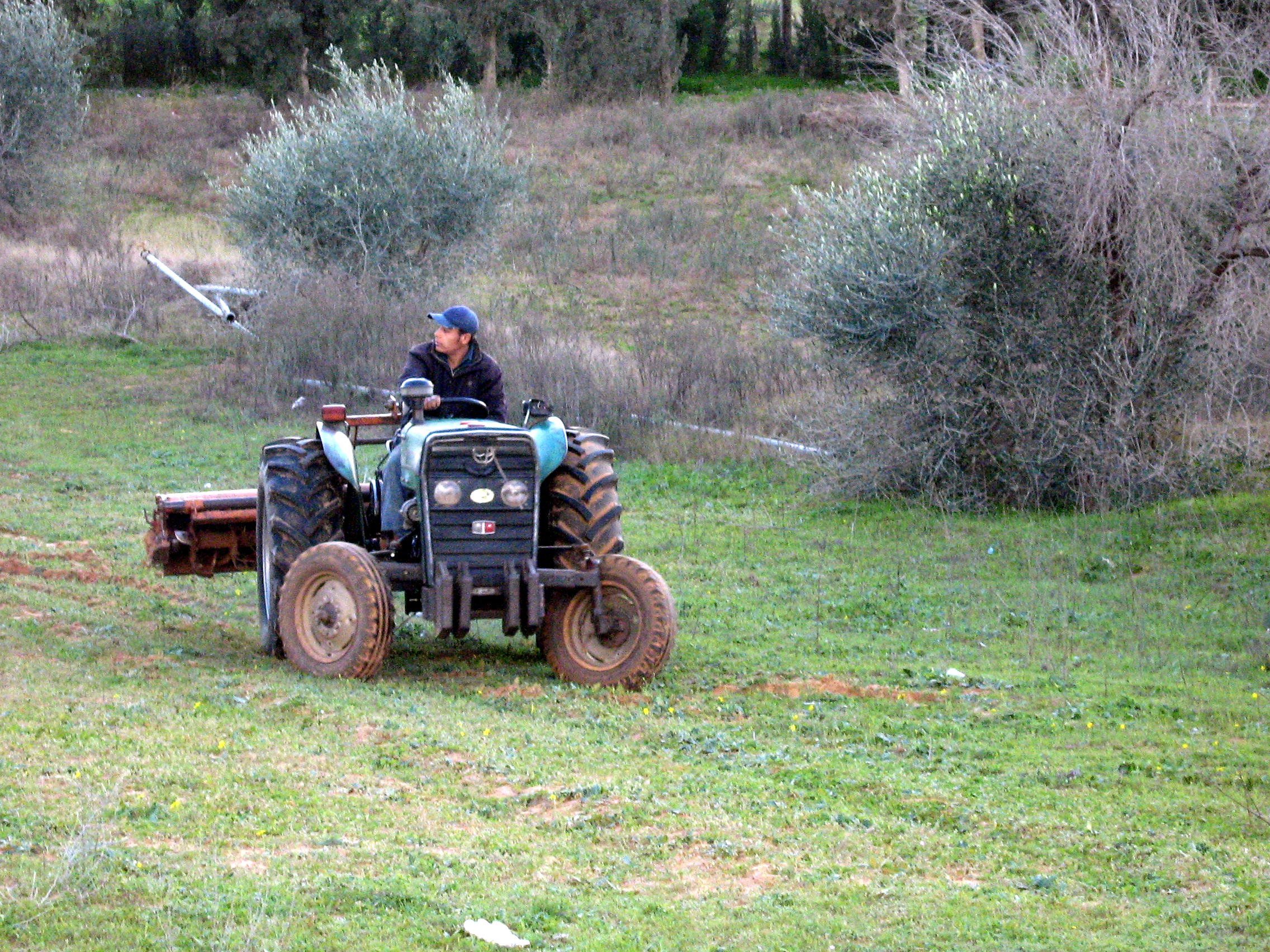
Зимние сельхозработы.
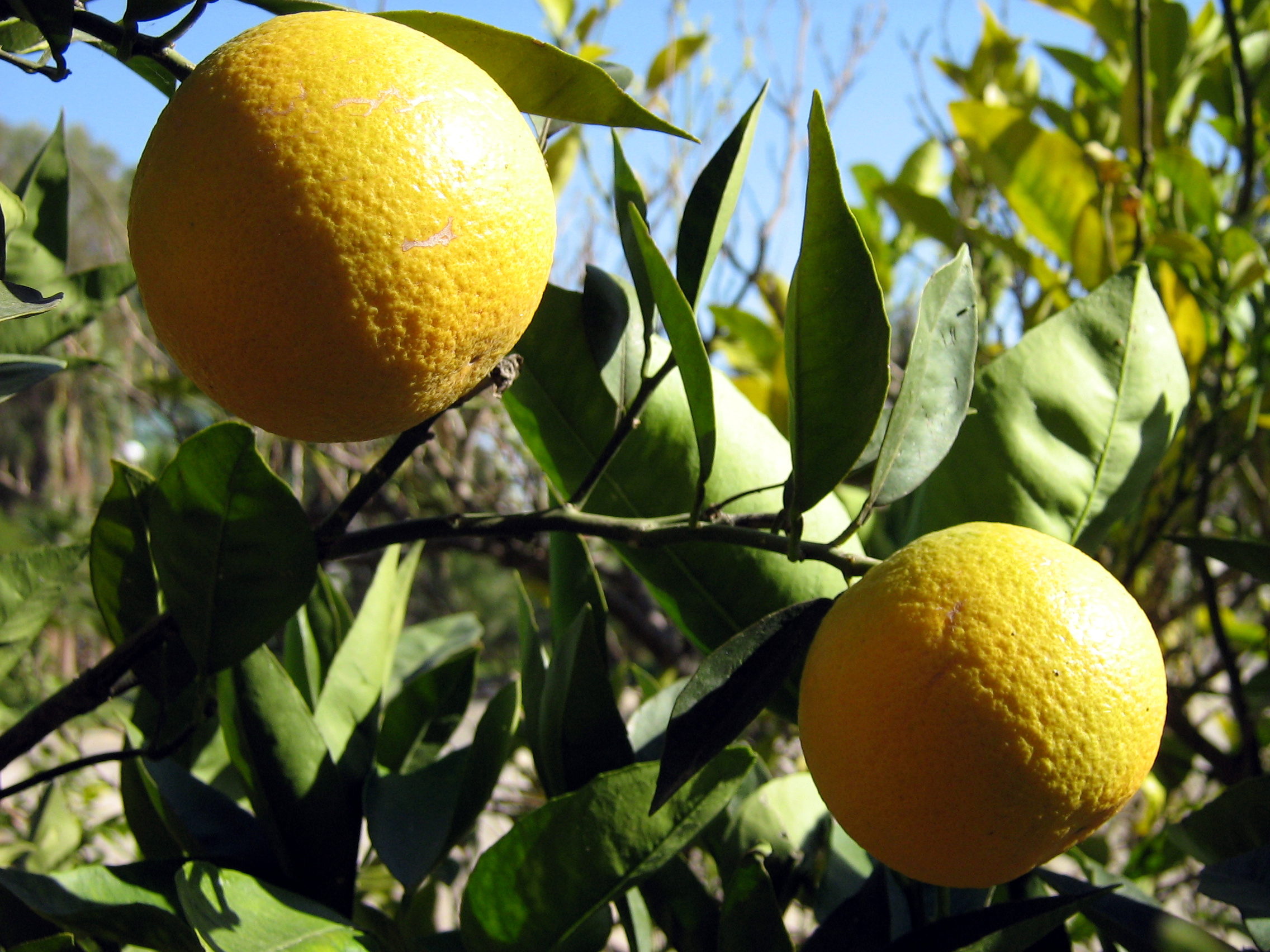
Апельсины
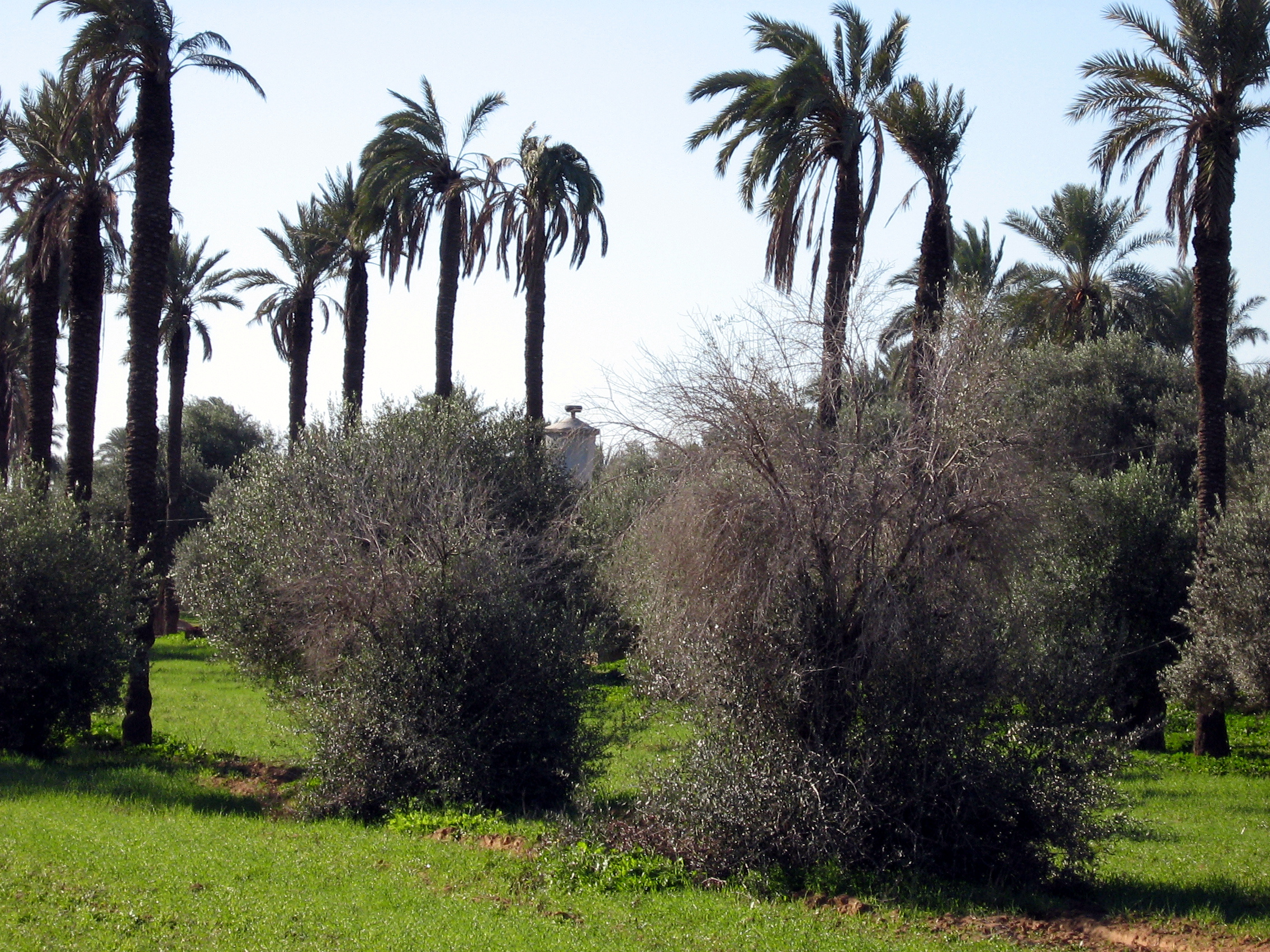
Усадьба ливийца
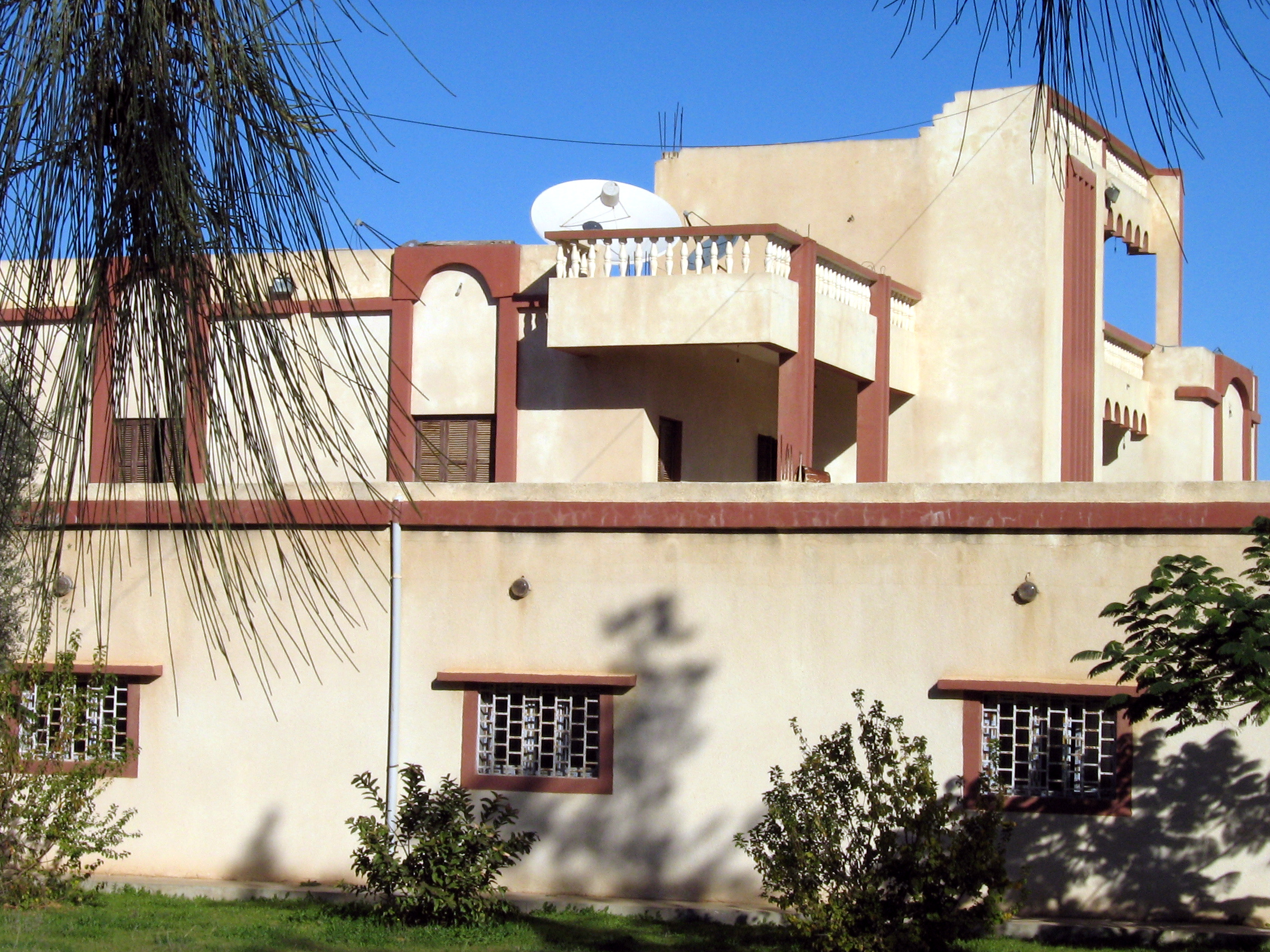
Жилой дом ливийца
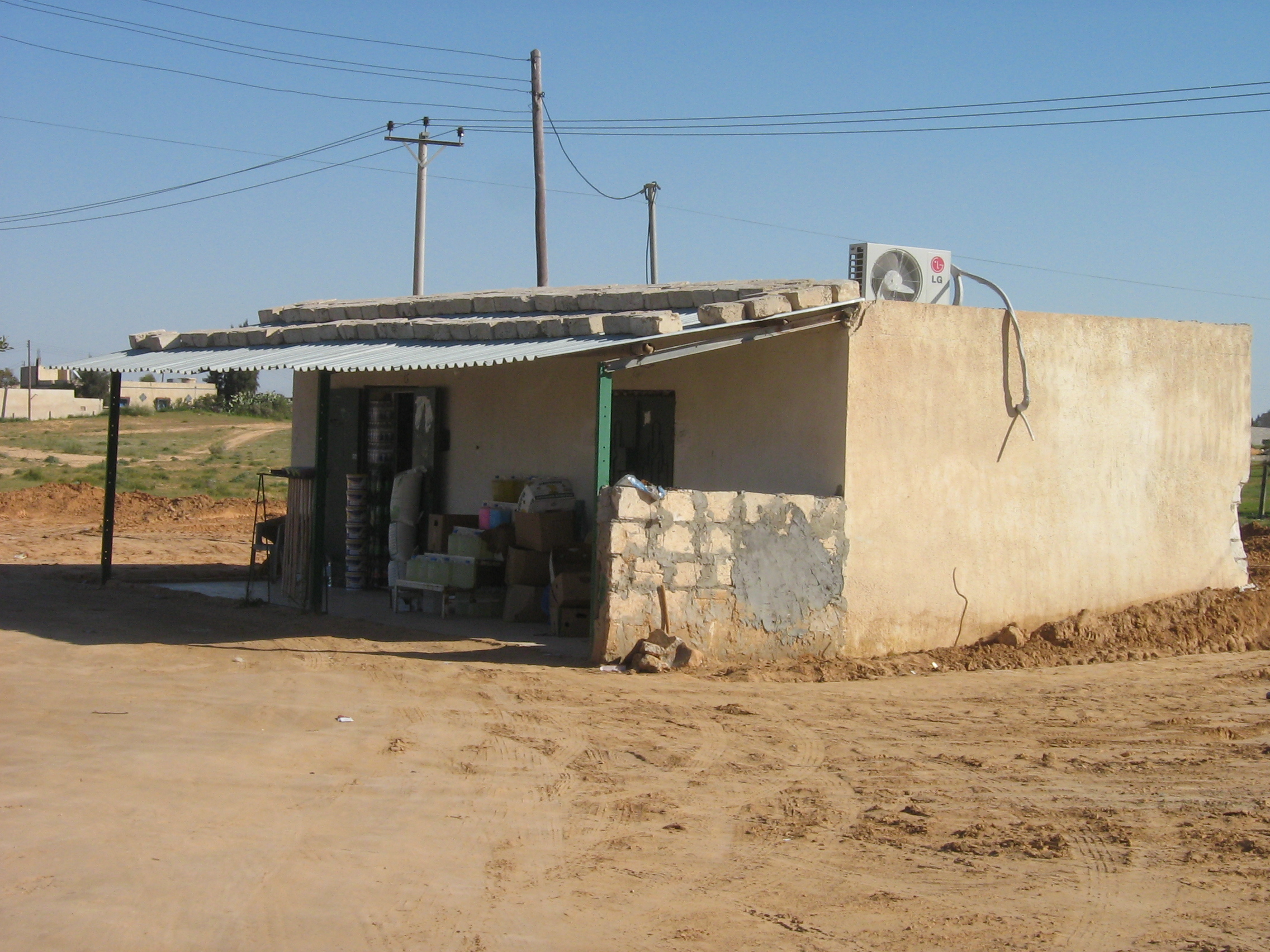
Продовольственный магазин в Бенгашире
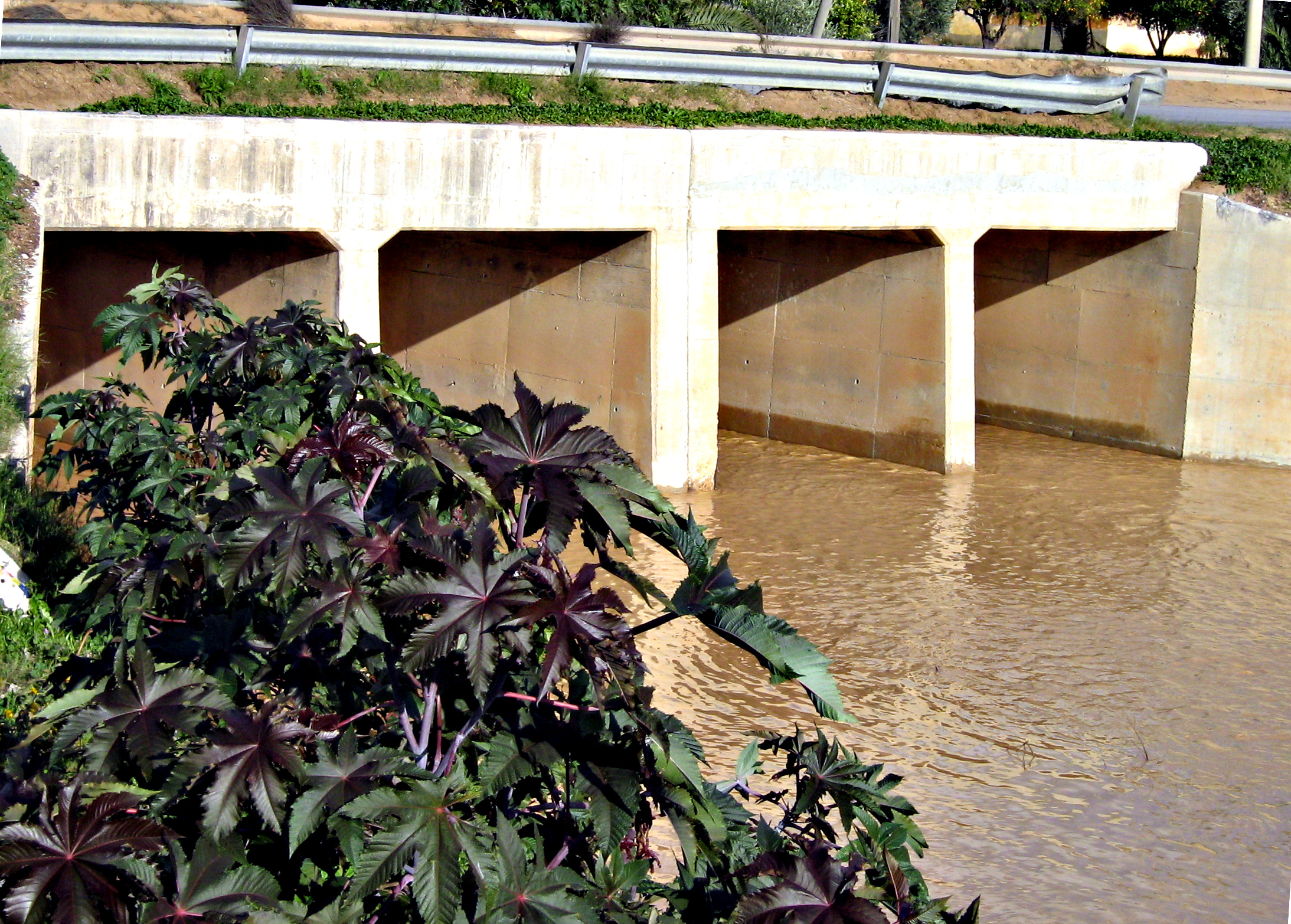
Сезон дождей
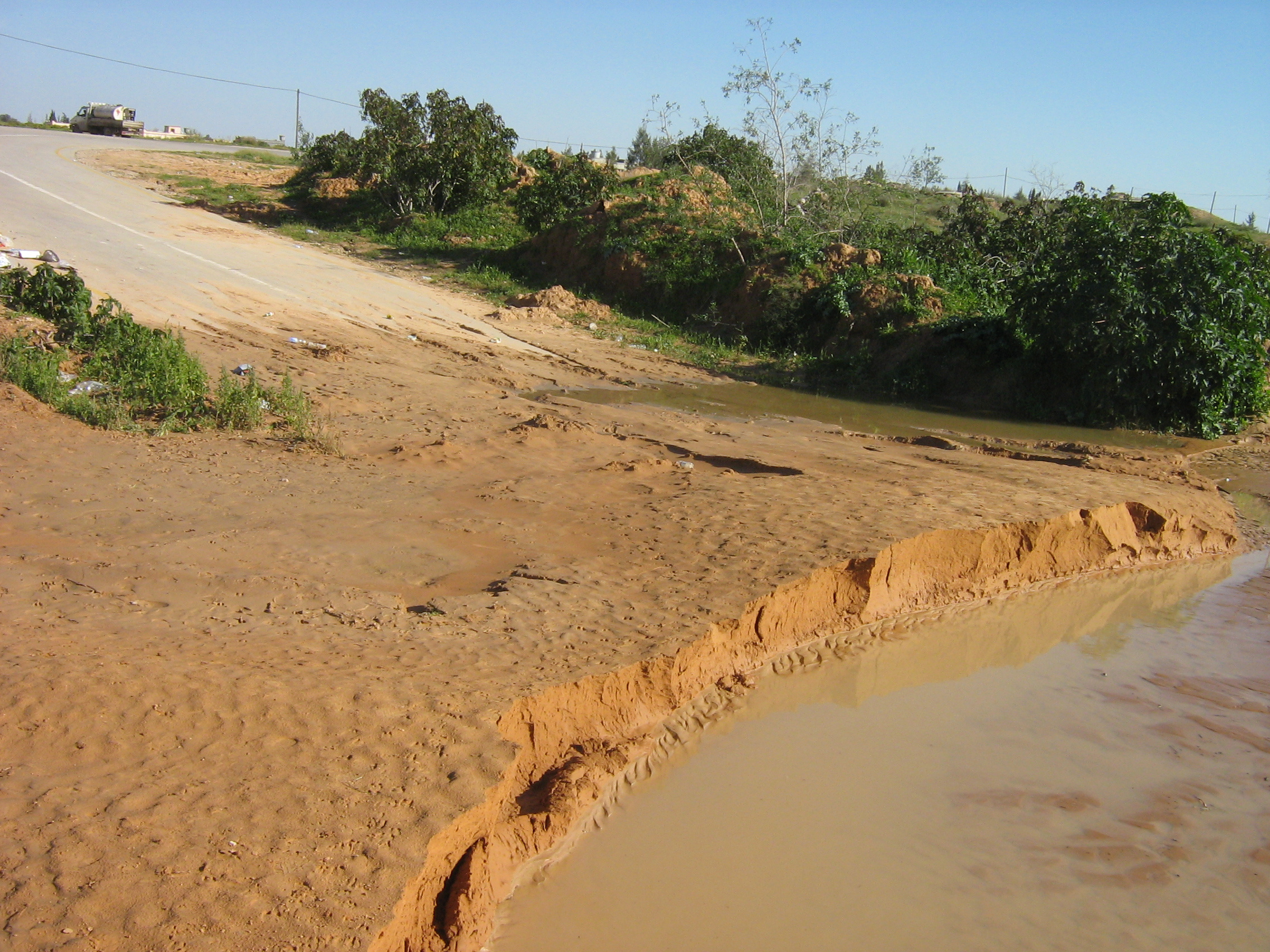
Дорога в сезон дождей
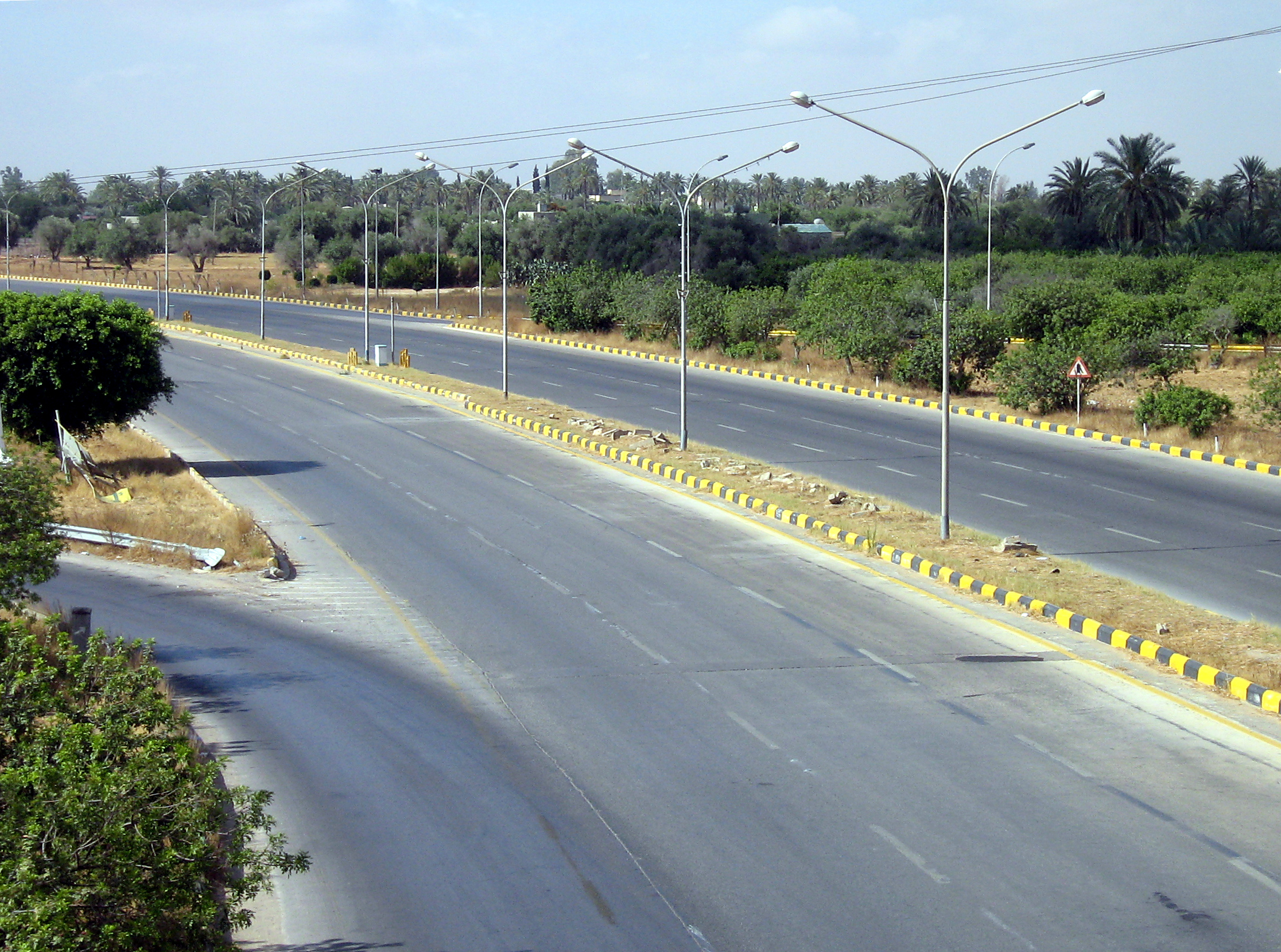
Дорога в международный аэропорт